# كارل ماير (أستاذ جامعي)
كارل ماير (بالألمانية: Karl Meyer)‏ هو عالم كيمياء حيوية ألماني، ولد في 4 سبتمبر 1899 في كربن ‏ في ألمانيا، وتوفي في 18 مايو 1990 في كريسكيل في الولايات المتحدة.